# João Batista Ramos
João Baptista Ramos (Queluz, 7 de maio de 1910 — Brasília, 17 de maio de 2002) foi um advogado, jornalista e político brasileiro.

## Biografia
Filho de José Ramos de Paula e de Maria Arantes Ramos. Casado com Aline Browne de Miranda Ramos, com quem teve duas filhas.
Formado pela Faculdade de Direito de São Paulo em 1935. Exerceu normalmente a advocacia entre os anos de 1936 a 1941, quando passou exercer o jornalismo, chegando ao cargo de redator-chefe no jornal Folha da Manhã, do qual exerceu de 1947 a 1950.
Na política, foi eleito nas eleições de outubro de 1954, deputado federal por São Paulo pelo Partido Trabalhista Brasileiro (PTB), sendo reeleito em 1958 para mais um mandato. Se licenciou do cargo por ter sido nomeado ministro do Trabalho, Indústria e Comércio no governo Juscelino Kubitschek, de 19 de abril a 7 de novembro de 1960, reassumindo logo a sua saída o seu cargo eletivo de deputado. Apoiado com uma coligação do seu partido com o Partido Socialista Brasileiro (PSB), reelege-se, em 1962, para mais um mandato. Com a institucionalização do bipartidarismo, filiou-se à Aliança Renovadora Nacional (ARENA), e reelegeu-se para mais um mandato. Em novembro de 1966 foi eleito presidente da Câmara dos Deputados, permanecendo neste cargo até fevereiro de 1968. Nas eleições de novembro de 1970, foi reeleito para mais um mandato. No ano seguinte, assumiu a presidência da comissão executiva nacional da ARENA até março de 1972.
Em junho de 1973 foi nomeado por decreto do presidente Garrastazu Médici para o cargo de ministro do Tribunal de Contas da União (TCU), renunciando, assim, o seu mandato de deputado federal. Tomou posse do cargo em 27 de junho do mesmo ano. No ano seguinte foi escolhido para vice-presidente do tribunal e, em janeiro de 1975, para presidente do TCU. Foi aposentado por decreto de 7 de maio de 1980. Filiou-se ao PMDB para tentar se candidatar como deputado federal nas eleições de novembro de 1982, conseguindo apenas a suplência.

## Condecorações
- Grau de Grande Oficial da Ordem do Rio Branco[1]
- Grau de Grande Oficial da Ordem do Mérito Aeronáutico[1]
- Grau de Grande Oficial da Ordem do Mérito Judiciário do Trabalho[1]
- Grau de Grande Oficial da Ordem do Mérito de Brasília[1]
- Medalha da Ordem do Sol Nascente[1] (Japão)
- Medalha da Ordem de Santo Olavo[1] (Noruega)
- Medalha do Governo Belga[1] (Bélgica)
- Condecoração do Papa Pio XII[1], por ocasião da visita do emissário do Papa, Cardeal Cicognani (Itália)